# Mercy (Allier)
Mercy ist eine französische Gemeinde mit 244 Einwohnern (Stand: 1. Januar 2022) im Département Allier in der Region Auvergne-Rhône-Alpes (vor 2016 Auvergne); sie gehört zum Arrondissement Vichy und ist Mitglied im Gemeindeverband Communauté de communes Entr’Allier Besbre et Loire. Die Bewohner werden Mercycois und Mercycoises genannt.

## Geografie
Mercy liegt etwa 17 Kilometer südöstlich von Moulins. Das Gemeindegebiet wird vom Fluss Acolin und seinem Zufluss Ruisseau du Moulin Verne durchquert, im Südwesten entspringt die Sonate. Umgeben wird Mercy von den Nachbargemeinden Chapeau im Norden, Vaumas im Osten, Thionne im Südosten, Saint-Voir im Süden sowie Neuilly-le-Réal im Westen.

## Bevölkerungsentwicklung
| Jahr                       | 1962 | 1968 | 1975 | 1982 | 1990 | 1999 | 2006 | 2011 | 2019 |
| Einwohner                  | 502  | 427  | 383  | 378  | 350  | 293  | 291  | 260  | 249  |
| Quellen: Cassini und INSEE |      |      |      |      |      |      |      |      |      |

## Sehenswürdigkeiten
- Kirche St-Pierre aus dem 18. Jahrhundert

## Weblinks

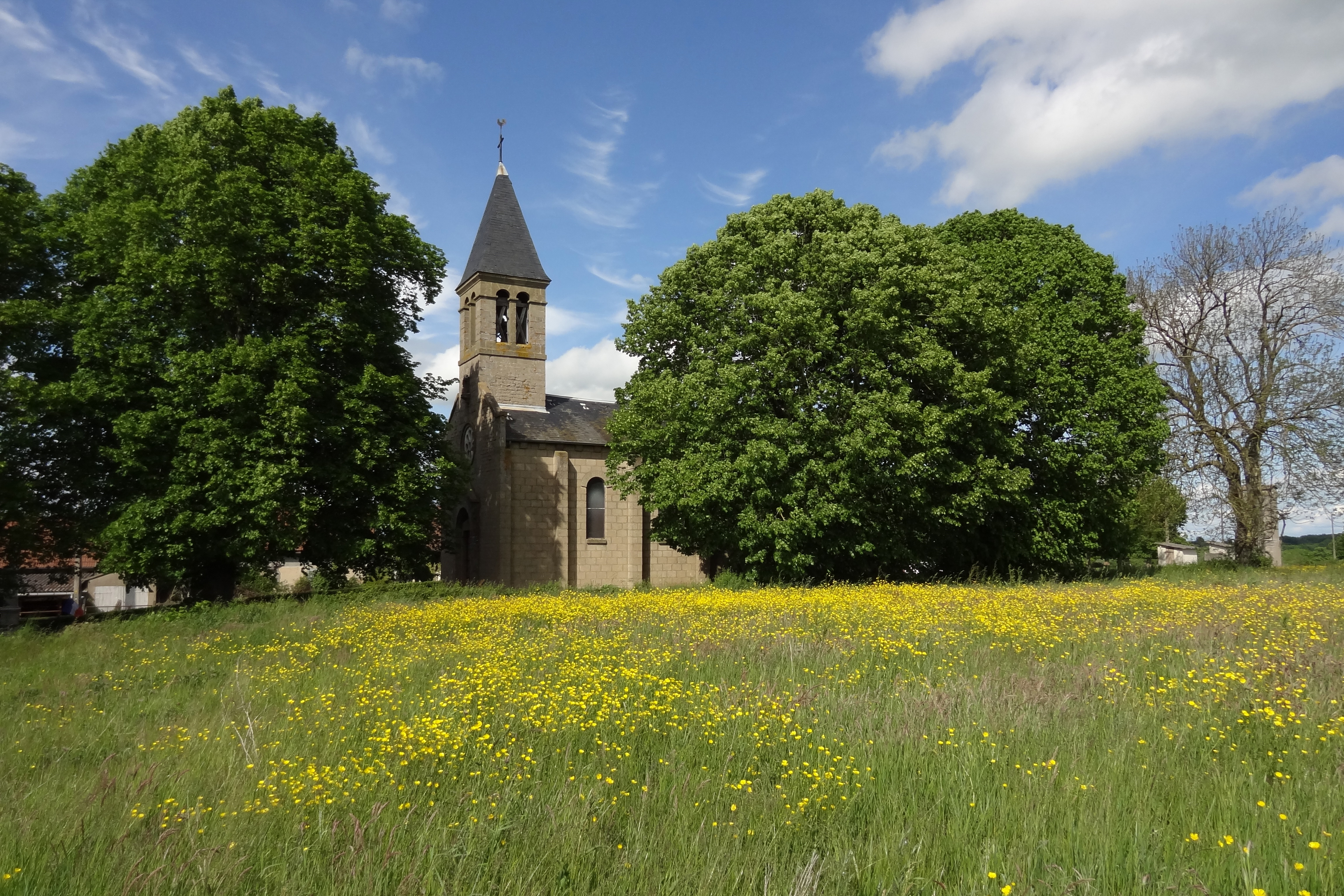
Kirche St-Pierre